# Port du sud d'Helsinki
Le Port du sud d’Helsinki (en finnois : Helsingin Eteläsatama) est une baie maritime et une zone portuaire proche du centre de Helsinki en Finlande. Chaque année 5,4 millions de passagers y partent pour Stockholm, Tallinn ou en croisière. 
La baie est bordée par Katajanokka, Kaartinkaupunki, Ullanlinna et Kaivopuisto. 

## Route maritime
La route maritime conduisant au port à une profondeur de 9,6 m, le point le plus critique en est le détroit de Kustaanmiekka de 81 m de largeur.
La circulation sur cette route maritime est limitée à 30 km/h, à l'exception de la zone de Katajanokka qui est limitée à 10 km/h.

## Terminaux
Le port du sud est une des composantes du Port d'Helsinki.
Le Port du sud a 8 quais et 4 terminaux.
Le quai de Katajanokka fait 740 mètres de long et la profondeur est de 8.8 mètres.
Le quai des bateaux de croisière (Risteilyaluslaituri) a une profondeur de 10.3 mètres, à son centre se trouve le terminal de Katajanokka qui accueille les bateaux de Viking Line. 
Devant le palais présidentiel se trouve le bassin du château et le quai du chateau d'où partent les traversiers pour Korkeasaari et Porvoo.
Au bord de la place du marché il y a le quai de l'îlot du Tsar heurté en 1833 par le bateau de Nicolas Ier.
Le quai est desservi par les traversiers vers Suomenlinna.
De l'autre côté du pont du chemin de fer se trouve le bassin du choléra.
À côté de la vieille halle du marché , le bassin Vironallas accueille les bateaux de plaisance. 
Le terminal du magasin accueille les bateaux vers Tallinn,le quai du magasin fait 270 mètres de long et 7,2–7,5 mètres de profondeur.
Le terminal le plus au sud est le Terminal Olympia utilisé par les bateaux de Silja Line, le quai Olympia mesure 370 de long et 7,5–8,8 mètres de profondeur.

## Histoire
C'est dans le port du sud qu'aurait dû se trouver le Guggenheim Helsinki, projet lancé en 2011 et abandonné cinq ans plus tard.

## Galerie

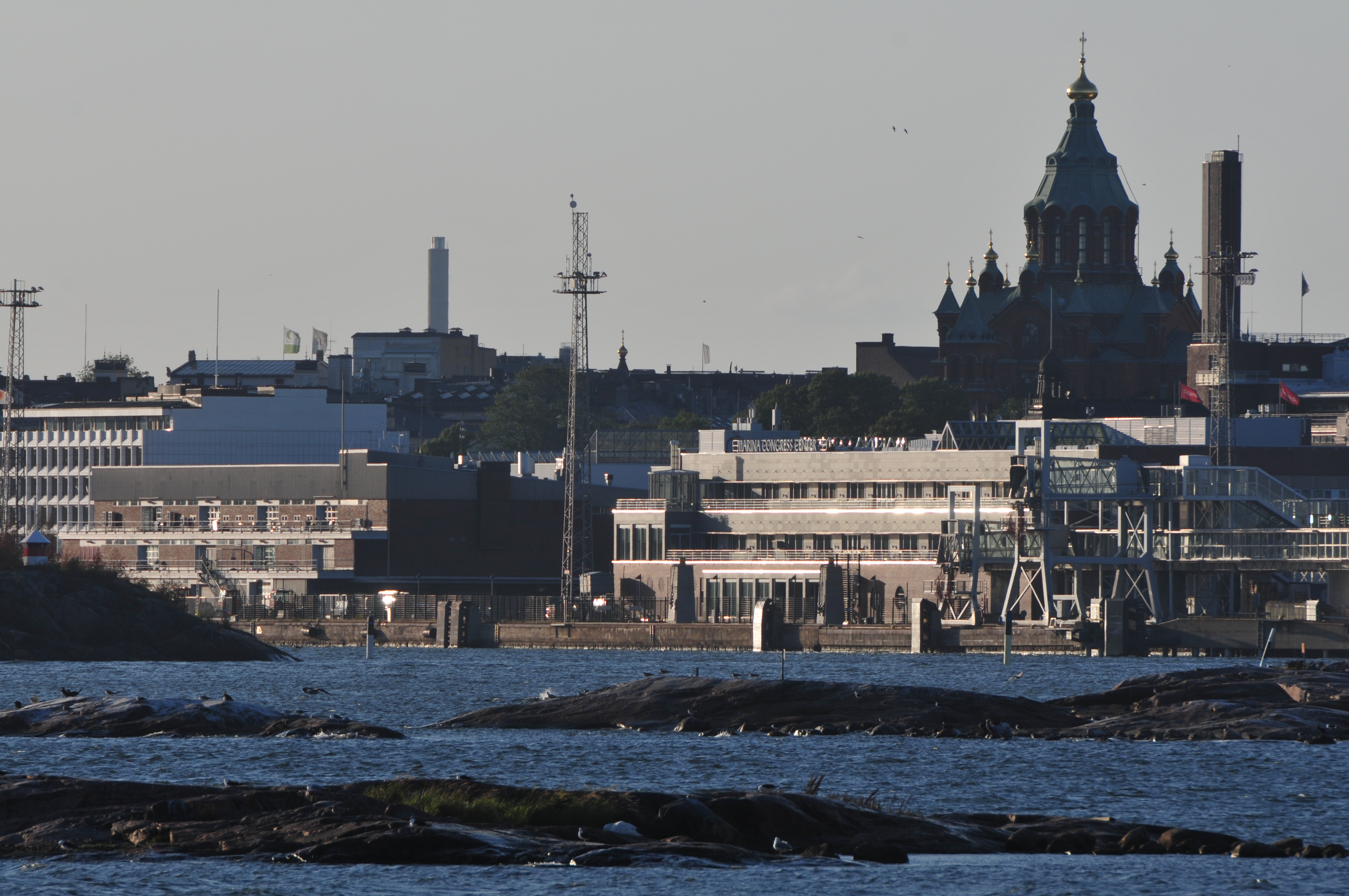
Terminal de Katajanokka.
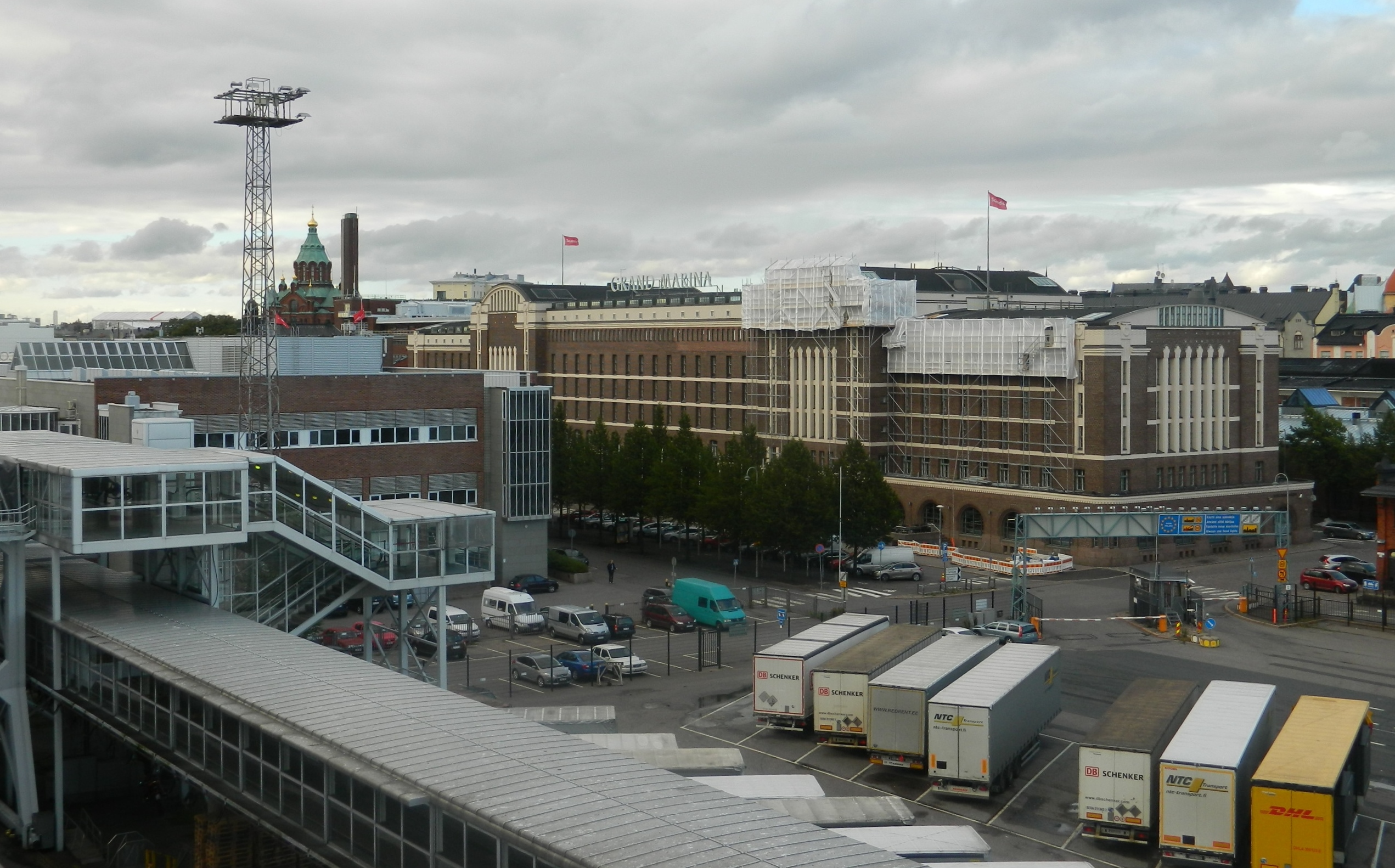
Terminal de Katajanokka.
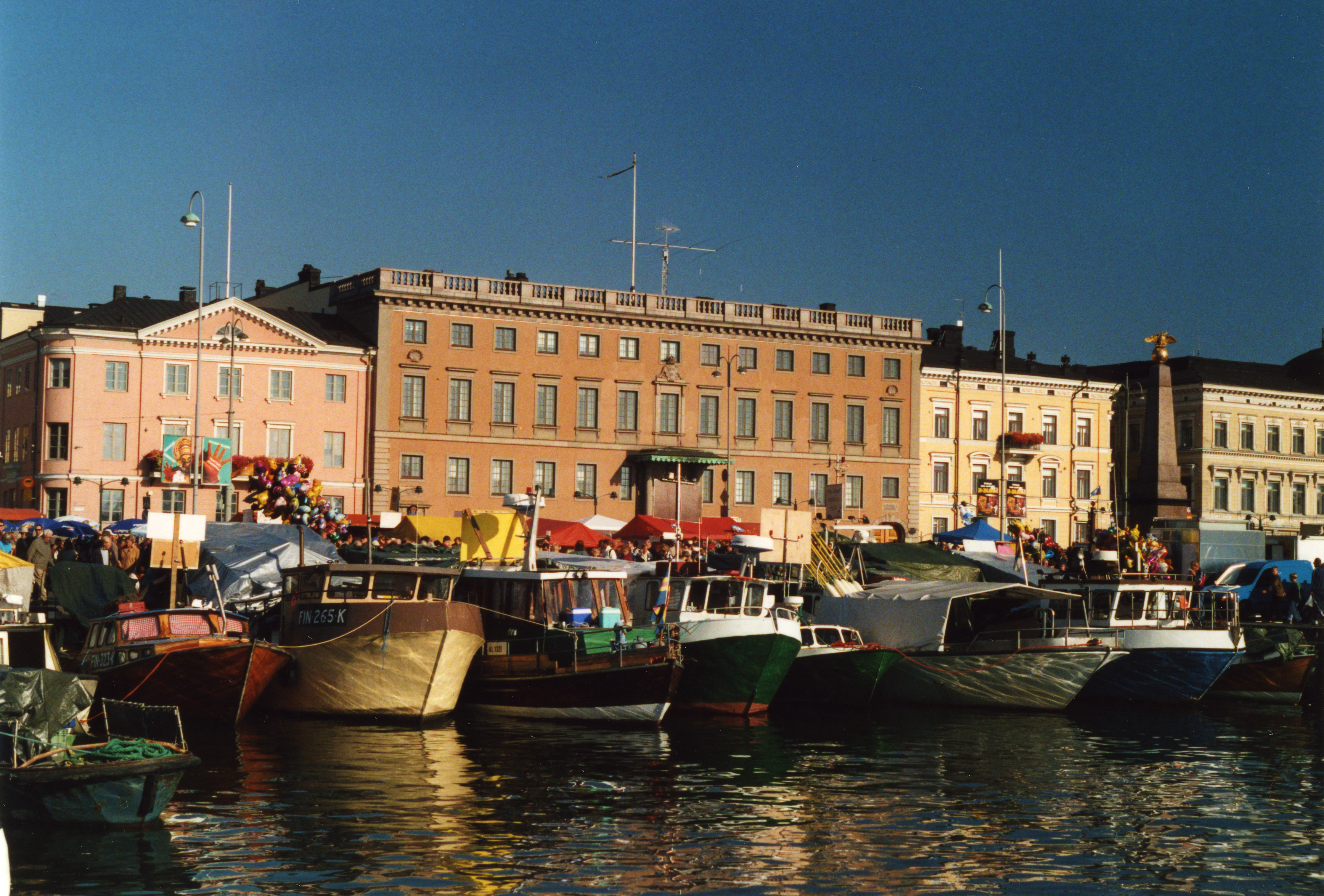
Marché au hareng d'octobre.

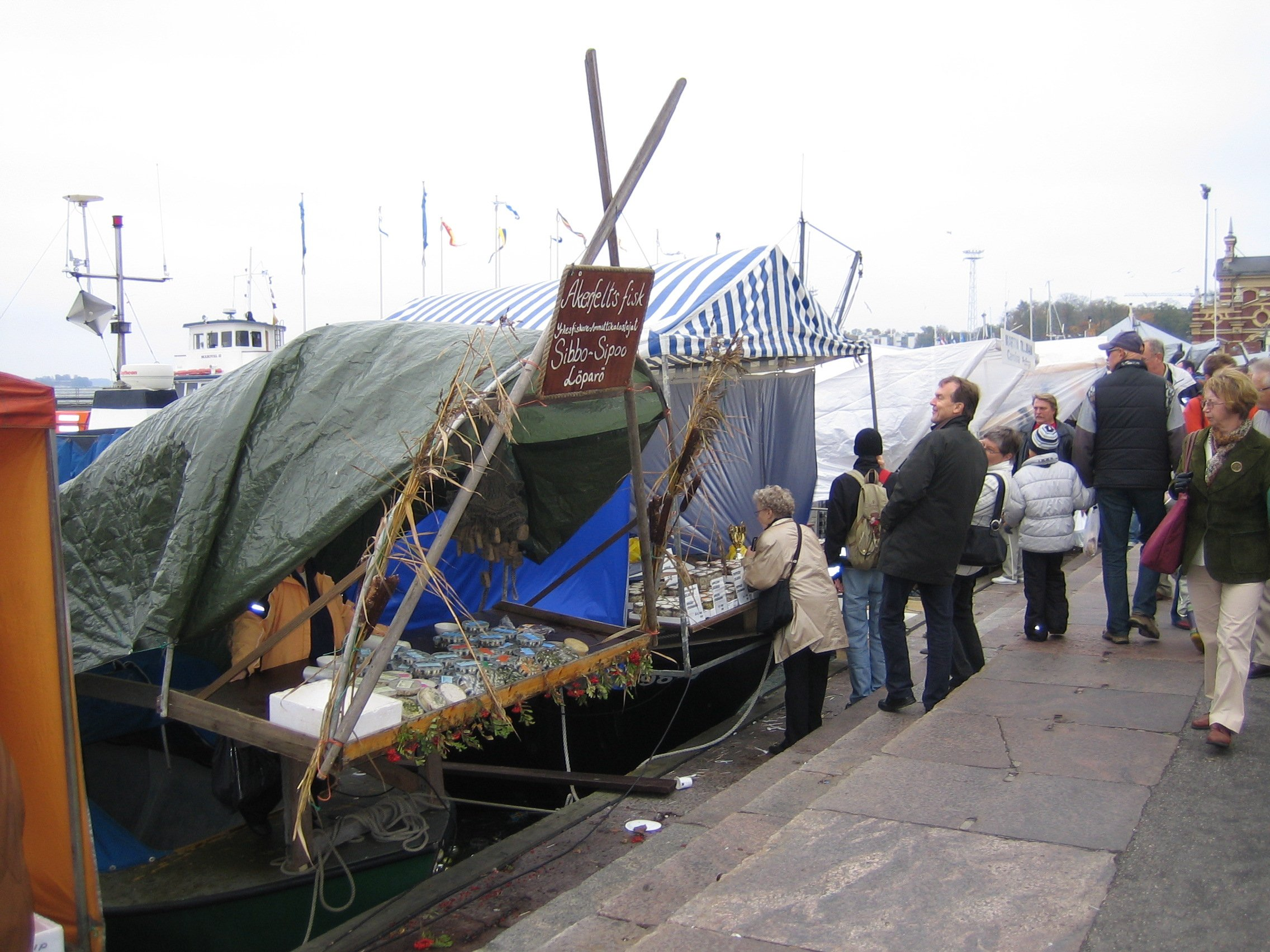
Marché au hareng d'octobre.
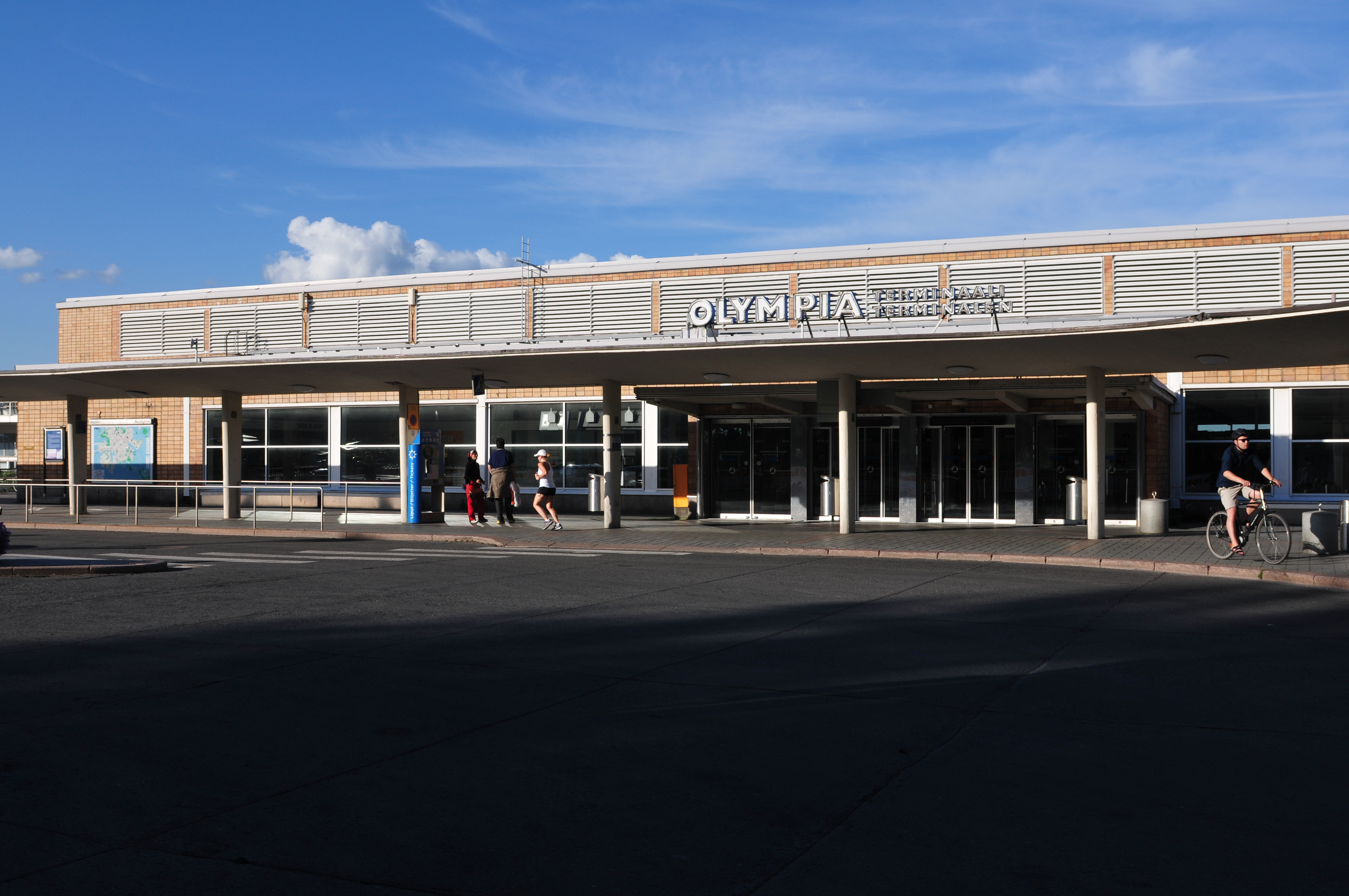
Terminal Olympia
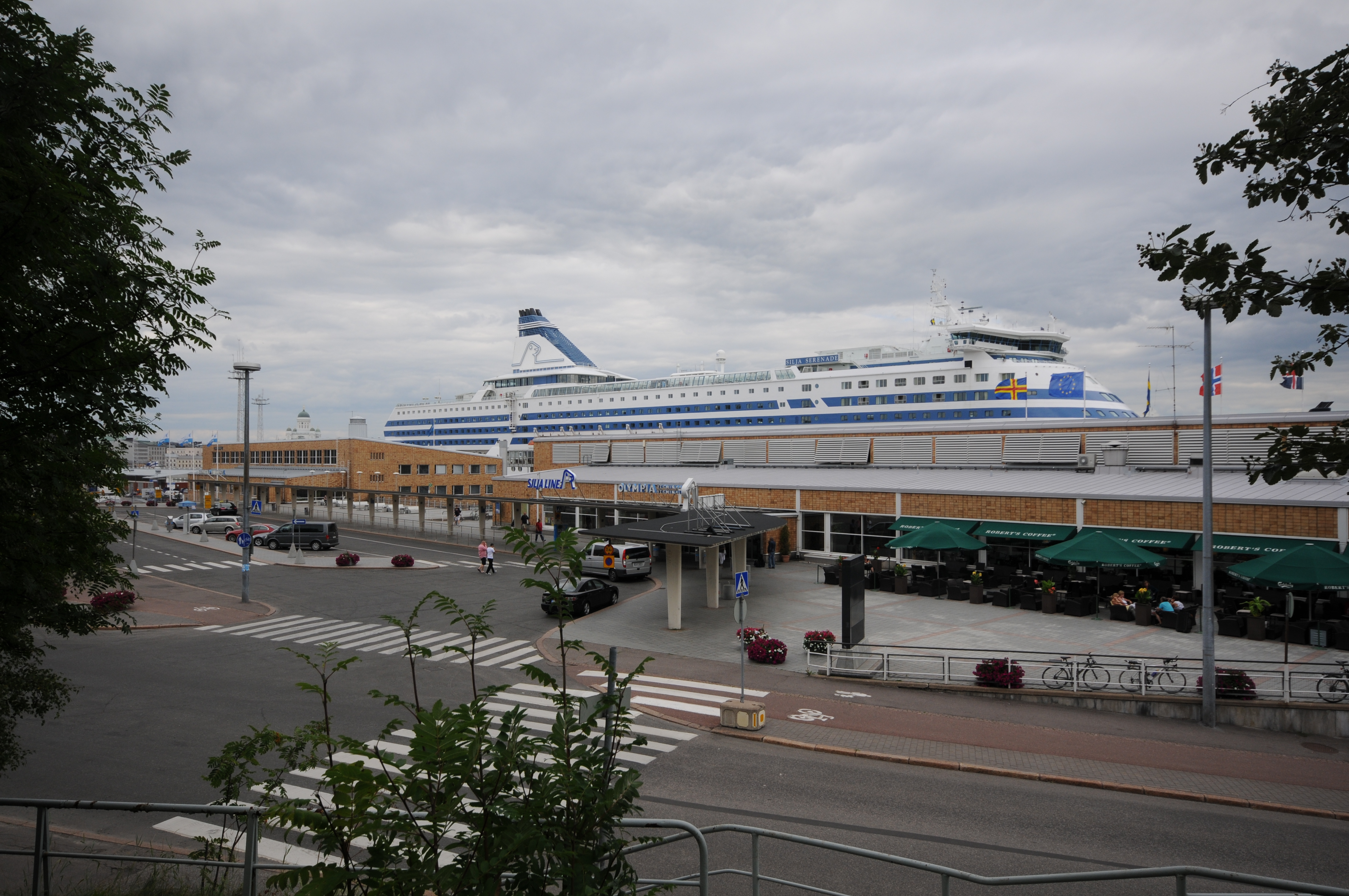
Terminal Olympia
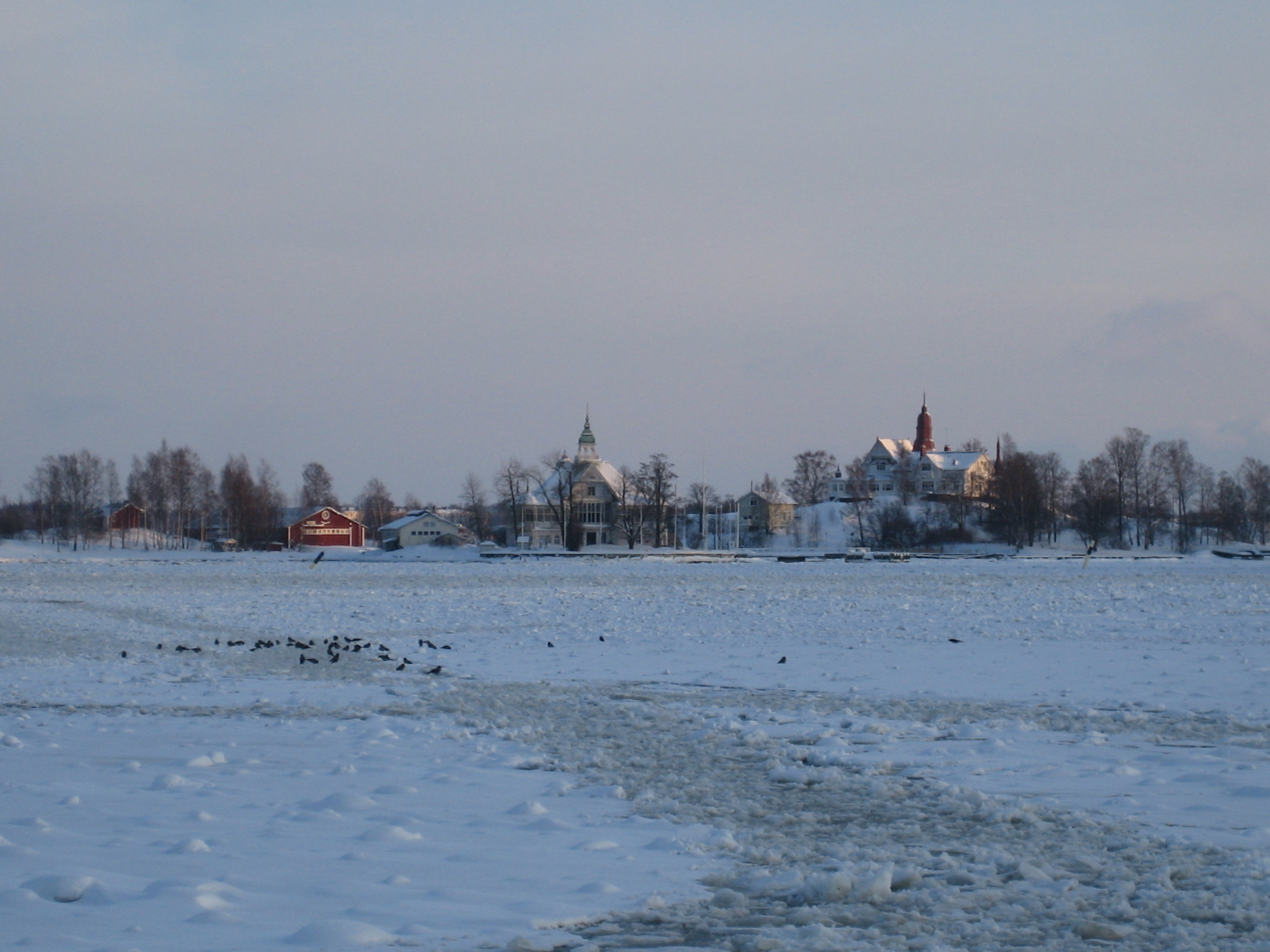
Le port d'Helsinki avec la mer gelée pendant la majeure partie de l'hiver

## Liens externes

Le port Eteläsatama vu de la mer Baltique.